# Ildisclo
Hildisclo, Ildisclo o Idiselo fue un eclesiástico visigodo, obispo de la diócesis de Sigüenza desde cerca del año 631 hasta después del 638. 
Las únicas noticias históricas acerca de su existencia son sus suscripciones en los concilios de Toledo IV, V y VI, celebrados respectivamente en los años 633, 636 y 638 durante los reinados de Sisenando y Chintila.

| Predecesor: ? | Obispo de Sigüenza c. 631 – 638 | Sucesor: Widerico |